# Éternels Célibataires
Éternels Célibataires (titre original : Toxic Bachelors) est un roman de Danielle Steel, paru aux États-Unis en 2005 puis en France en 2006.

## Résumé
Charlie, Adam et gray sont trois amis célibataires et endurcis. Chaque été, ils se retrouvent dans le yacht personnel de Charlie pour passer les vacances en communs. 
Seulement cette dixième année depuis leur rencontre les situations bouleversantes mettront à rude épreuve leurs conceptions et certitudes amoureuses.

## Personnages
- Charles Summer  Harrington

Charlie , comme l'appelle ses ami est l'unique héritier d'une famille très riche. A quarante cinq ans,il est toujours célibataire malgré quatre fiançailles n'ayant jamais abouti. Il est toujours en quête de la femme idéale, celle qui conjuguerait les qualités de ses parents et de sa sœur aînée décédés. Cependant lorsqu'il fait la connaissance de Carole, après qu'il lui ait octroyé un don de près d'un million au centre d'aide aux enfants battus, sa vie va changer complètement.
- Gray Hawk

Gray est un artiste peintre qui  vit difficilement de art. Il est l'un des deux meilleurs amis de Charlie et ensemble ils s'accordent toujours une mois de vacances, en croisière dans le yacht de Charlie. 
- Adam Weiss

Adam est le benjamin d'une famille juive très croyante et pratiquante, ce qui lui vaut en permanence les invectives de sa maman du fait de son métier et rythme de vie. Adam est un avocat pour les célébrités et un divorcé. Il aime la belle vie et ne cherche aucune relation sérieuse, désavoué par l'échec de son mariage.